# Christina Ricci
Christina Ricci (Santa Monica, 12 februari 1980) is een Amerikaans actrice.

## Biografie
Ricci werd geboren in Santa Monica en was het vierde kind van Ralph Ricci en Sarah Murdoch. De familie verhuisde niet veel later naar Montclair. Ze verhuisde weer een jaar later naar New York, waar ze les kreeg op een privéschool, waar ook Sarah Michelle Gellar, Macaulay Culkin en Jerry O'Connell les kregen.
Ralph en Sarah scheidden in 1993. Ricci trok in bij haar moeder, die voogdij over haar nam. Ze heeft sinds de scheiding niet meer met haar vader gesproken. Door de scheiding begon Ricci te doen aan automutilatie en sneed zichzelf, om zo te bewijzen dat ze risico's durfde te nemen. Ricci vertelde later dat dit veel effect had op haar zelfvertrouwen als tiener.
Een criticus van de Bergen Record ontdekte Ricci toen ze op achtjarige leeftijd te zien was in het schooltoneelstuk Twelve Days of Christmas. Ricci kreeg rollen in enkele reclames. Haar wereldwijde doorbraak volgde in 1990, toen ze naast Cher en Winona Ryder te zien was in Mermaids. Ook al kreeg Ryder al de aandacht van de media, werd Ricci wel degelijk opgemerkt en kreeg meer filmrollen als resultaat.
In 1991 was Ricci te zien als Wednesday Addams in The Addams Family. De film werd een groot succes en zorgde ervoor dat Ricci vooral filmrollen aangeboden kreeg waarin ze donkere personages speelde. Ricci werd onmiddellijk een ster. Als gevolg hiervan kreeg ze in het vervolg uit 1993, Addams Family Values, een grotere rol.
Ricci werd in de jaren 90 uiteindelijk een van de meestgevraagde kindsterren. Haar volgende film, Casper (1995), werd een van de grootste successen van dat jaar en bracht ontzettend veel geld op. Now and Then volgde niet veel later. De film kreeg positieve kritieken en werd vergeleken met de film Stand by Me. Zo werd er verteld dat Now and Then de vrouwelijke versie van die film was.
Vanaf 1997 kreeg Ricci meer serieuze rollen. Zo was ze te zien als de naar seks nieuwsgierige probleemtiener Wendy Hood in The Ice Storm. Ook speelde ze de drugsgebruikende en manipulatieve Deedee in The Opposite of Sex, die in 1998 werd uitgebracht. Voor haar rol kreeg Ricci een Golden Globe-nominatie. In 1998 had ze een kleine rol in Fear and loathing in Las Vegas.
Ook al was ze nog te zien in bekende films, waaronder Sleepy Hollow (1999) en Prozac Nation (2001), lagen de filmrollen niet voor het kiezen. Ze werd vier keer geweigerd voor een rol in Lolita. Daarnaast zou ze eigenlijk spelen in de films Go en Ghost World, maar ze werd gedwongen zich terug te trekken bij Go vanwege schemaproblemen, en bij Ghost World omdat ze te oud zou zijn. Voor haar rol in Ghost World werd ze vervangen door Thora Birch, haar collega uit Now and Then.
Ricci had ook meerdere televisieverschijningen. Ze had een terugkerende rol in het laatste seizoen van Ally McBeal en had een gastrol in Grey's Anatomy, waarvoor ze genomineerd werd voor een Emmy Award.
Ricci vertelde in 2006 dat ze nooit genoemd zal worden in de A-lijst, omdat ze hiervoor te klein zou zijn. Daarnaast vertelt ze dat ze niet veel controle heeft over haar carrière, aangezien ze nog altijd audities moet doen voor filmrollen.
Voor haar rol in de film Black Snake Moan moest Ricci veel gewicht verliezen.
In 2025 kreeg Ricci een ster op de Hollywood Walk of Fame.

## Privé
Ricci was in 2009 kortstondig verloofd met acteur Owen Benjamin. Sinds 2013 is ze getrouwd met James Heerdegen. Samen hebben ze een zoon en een dochter.

## Voetnoten
1. ↑  (en) Christina Ricci - Biography, IMDb
2. ↑  (en) Timberlake not a Taylor Hicks fan - Gossip Archive
3. ↑  (en) Weight Hampered Christina Ricci's Career - Starpulse Entertainment News Blog

- Biblioteca Nacional de España: XX1488148
- Bibliothèque nationale de France: cb140317204 (data)
- Catàleg d'autoritats de noms i títols de Catalunya: 981058516938606706
- CiNii: DA13043083
- Gemeinsame Normdatei: 132169959
- International Standard Name Identifier: 0000 0001 0920 987X
- Library of Congress Control Number: no96019663
- MusicBrainz: b5d5ce13-7c54-4508-abd1-76ec7c8ca0c8
- Nationale Bibliotheek van Tsjechië: pna2005262035
- Nationale Bibliotheek van Israël: 987007457973305171
- Nationale Bibliotheek van Polen: a0000001785189
- Nederlandse Thesaurus van Auteursnamen: 153452811
- Istituto Centrale per il Catalogo Unico: TO0V390827
- SNAC: w6st8k8w
- Système universitaire de documentation: 060151617
- Trove: 1456596
- Virtual International Authority File: 85082271
- WorldCat: E39PBJqFR8HfDVPD3KWkJqX8G3